# Fontaine de Samoëns
La fontaine de Samoëns est une fontaine située à Samoëns, en France.

## Localisation
La fontaine est située dans le département français de la Haute-Savoie, sur la commune de Samoëns.

## Historique
L'édifice est inscrit au titre des monuments historiques, en 2015.